# كأس السوبر البيلاروسي 2013
بطولة كأس السوبر البيلاروسي 2013 هي النسخة الرابعة من بطولة كأس السوبر البيلاروسي، لعب يوم 17 مارس 2013 في استاد فوتبولنيي مانييش، بين فريق باتي بوريسوف الفائز بالدوري وفريق نافتان نوفوبولوتسك الفائز بكأس بيلاروسيا. وقد انتهت المباراة بفوز باتي بوريسوف بالمباراة بنتيجة 1–0 ليحصد لقبه الثالث في تاريخ البطولة.

## التفاصيل
| باتي بوريسوف                  | 1–0 | نافتان نوفوبولوتسك |
| ----------------------------- | --- | ------------------ |
| سيفاكوف 90+3' (بالقدم اليسرى) |     |                    |

| باتي بوريسوف | نافتان نوفوبولوتسك |

| الحكام المساعدون: ديمتري جوك ستانيسلاف سفيتسكي الحكم الرابع: فاليري فيليتشكو | قوانين المباراة - 90 دقيقة. - ركلات جزاء ترجيحية إذا استمرت النتيجة متعادلة. - سبعة لاعبين بدلاء يتم تسجيل أسمائهم. - يمكن استخدام خمسة منهم على الأكثر. |